# Dianthus multisquameus
Dianthus multisquameus är en nejlikväxtart som beskrevs av O.N. Bondarenko och R.M.Vinogradova. Dianthus multisquameus ingår i släktet nejlikor, och familjen nejlikväxter. Inga underarter finns listade i Catalogue of Life.